# Tauró ventrut
El tauró ventrut (Cephaloscyllium ventriosum) viu a l'est de l'oceà Pacífic, entre les latituds 40° N i 37° S, i entre 0-460 m de fondària. Pot assolir un metre de llargada.